# 吉隆坡中央車站
吉隆坡中央車站，简称KL Sentral，是馬來西亞吉隆坡的重要公共交通樞紐以及泛亞鐵路的主要站點之一，於2001年投入運營，以取代原有的吉隆坡火车站，而後者則改向马来西亚铁道局的城际铁路提供服務。不但是巴生谷地區以北首要的公共運輸樞紐，也是全馬來西亞運量最大的鐵路車站。車站的設計者與吉隆坡國際機場一樣，為日本建築師黑川紀章所設計，設計的理念為「城市中的城市」（City within a City），因此車站周圍圍繞許多不同功能之建築，包含廣場、室內庭院、人行道、咖啡館、商店、飯店和眾多人行道的佈局無縫融合，經過藝術美化的綠化區和緩衝區增加了車閘周圍的和諧感，行程一個多分工、高效及不受限制的車站特定區。
值得注意的是，KL Sentral在中文分成两种，即综合车站和商业中心地带，其中各条线路的综合车站处被称为“吉隆坡中央车站”（Stesen Sentral Kuala Lumpur），而铁路车站和周边的酒店、商场、办公楼等聚集的商业中心地带则为“吉隆坡中环”。

## 吉隆坡中環廣場
吉隆坡中環廣場是指面積達290,000平方米的開發項目，位於吉隆坡西南隅的十五碑。整個開發案建立在馬來亞鐵道公司持有的土地上。此開發項目包括交通樞紐、酒店、辦公大樓、公寓和購物中心。
整個吉隆坡中環廣場被分為14个區塊，每个區塊皆有不同的功能，依序發展，其中一些區塊已經完全建设並已投入使用，而其他一些區塊正在建设中，或者仍在等待開發。
吉隆坡中央車站是由馬資源有限公司（MRCB）、馬來亞鐵道公司（KTMB）及礼再建筑（Pembinaan Redzai）等財團共同開發。

## 主要建築

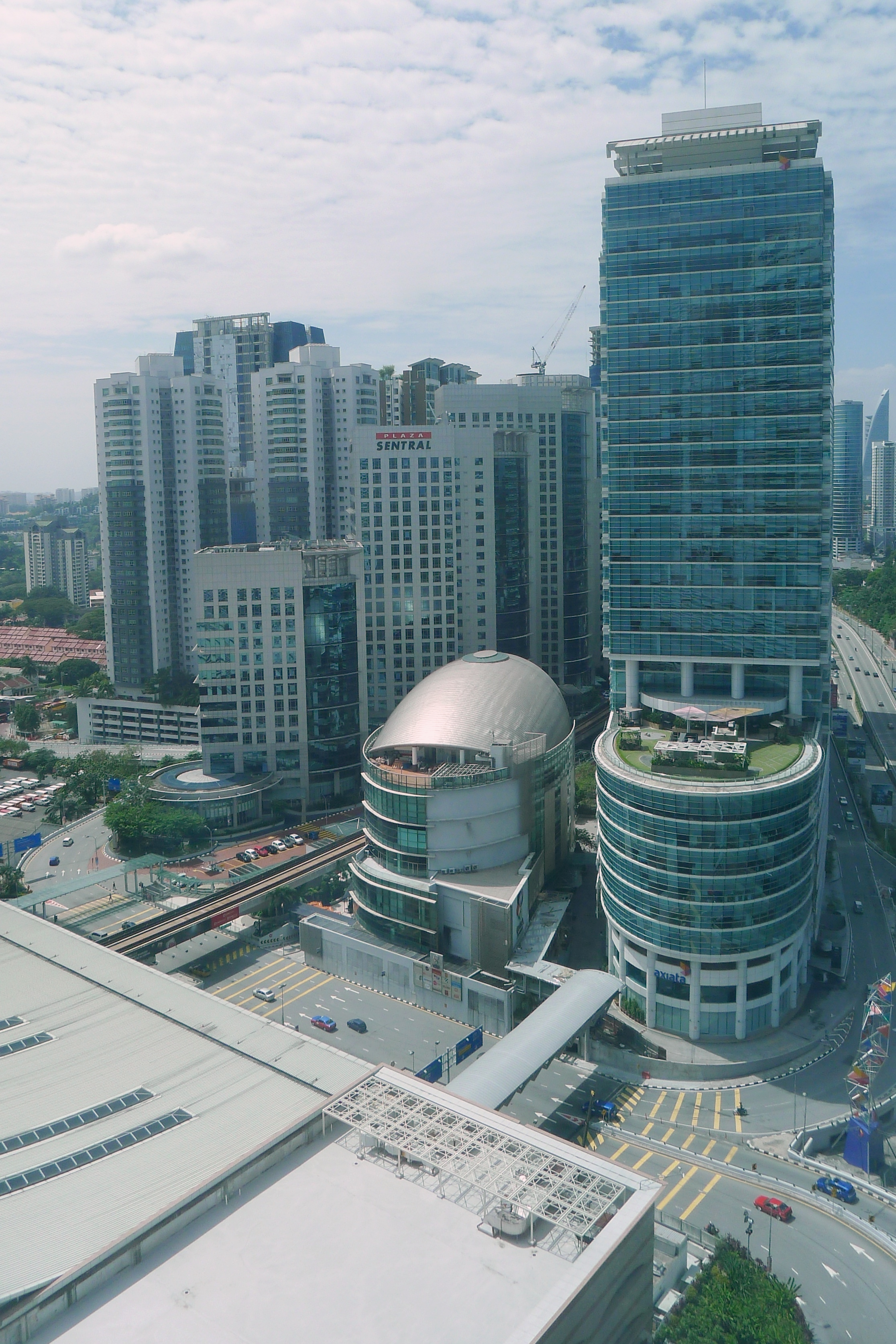
吉隆坡中環的商辦大樓群

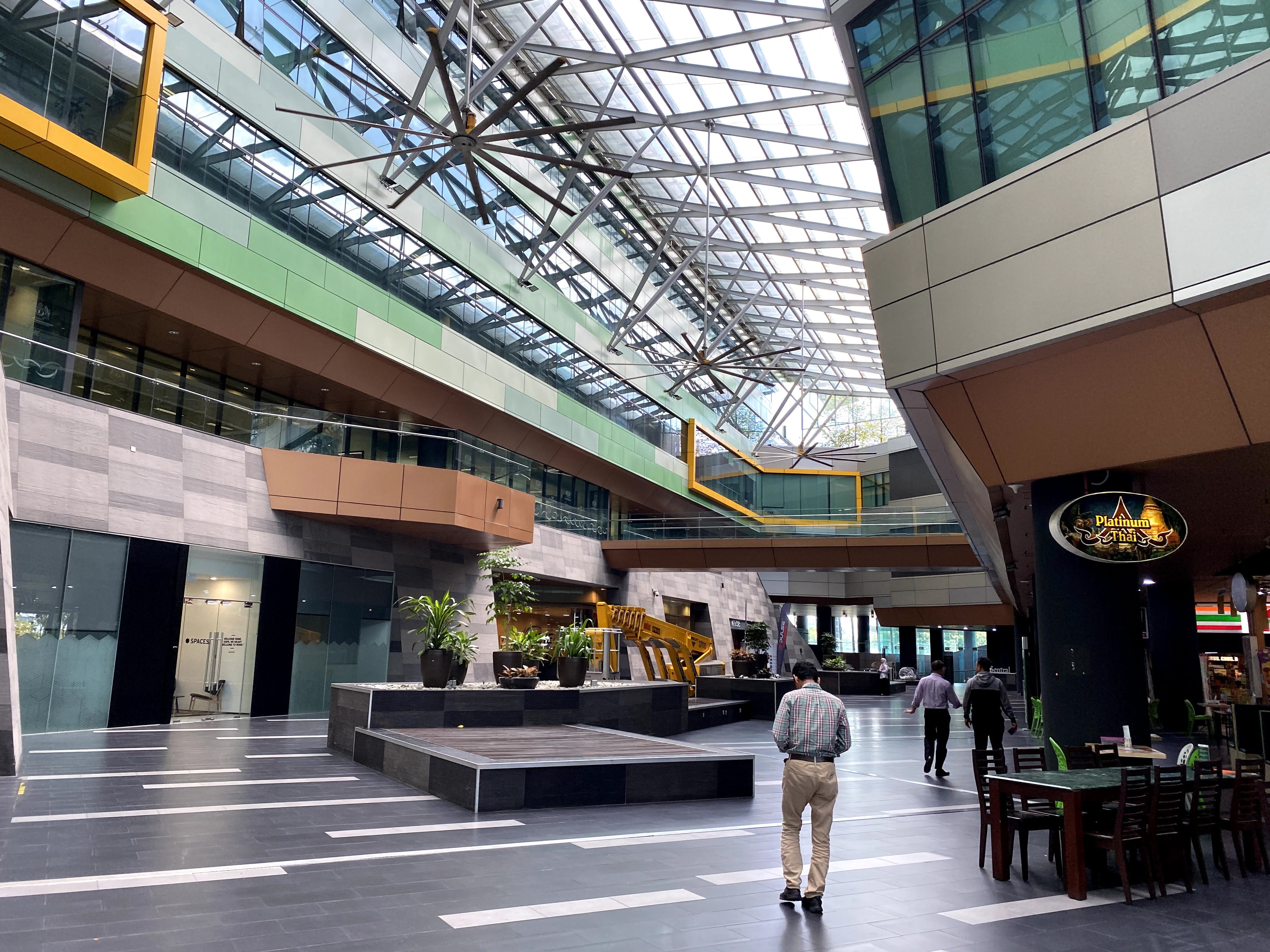
Plaza Sentral商辦大樓中庭

| 區塊 | 用途                 | 建築名稱                                                                              | 狀態 |
| ---- | -------------------- | ------------------------------------------------------------------------------------- | --- |
| A    | 辦公大樓             | 联昌国际银行總部大樓（Menara CIMB）                                                   | 2012年中旬啟用 |
| B    | 辦公大樓             | Q Sentral                                                                             | 2010年第四季動工，於2014年完工 |
| C    | 旅館與住宅           | 吉隆坡瑞吉酒店（The St. Regis Kuala Lumpur）                                          | 2010年第四季動工，於2014年完工。 |
| D    | 住宅                 | Sentral Residence                                                                     | 52層住宅大樓，於2015年完工。 |
| E    | 辦公大樓             | KL Sentral Park                                                                       | 由馬資源有限公司（MRCB）開發，2011年完工。 |
| F    | 辦公大樓             | 仍未公布                                                                              | 待開發 |
| G    | 商場、旅館與辦公大樓 | 新中央购物广场                                                                        | 馬來西亞首間以公共運輸為導向的大型商場，商場內亦有連通道連結車站大樓及單軌車站月台有兩棟分別為27層及37層的辦公大樓上蓋於商場，另設有一棟28層的吉隆坡中環雅樂軒酒店（Aloft Kuala Lumpur Sentral）。 |
| H    | 交通                 | 吉隆坡中央車站（Stesen Sentral Kuala Lumpur）                                         | 於2000年完工啟用，為吉隆坡中環主要建築 |
| I    | 旅館                 | 吉隆坡希爾頓飯店（Hilton Kuala Lumpur） 與 吉隆坡艾美酒店（Le Méridien Kuala Lumpur） | 2004年完工及啟用 |
| J    | 醫療與辦公大樓       | 吉隆坡中环心血管专科医疗中心（CVSKL）、UEM集團總部大樓（Mercu UEM）及 Quill 7辦公大樓 | 於2008年開幕時為商場（Sooka Sentral），但因人流量不足後來被改建為醫院，附設之商辦大樓於2009年陸續完工。                                                                                            |
| K    | 住宅                 | Suasana Sentral                                                                       | 2002年完工。 |
| L    | 住宅                 | Suasana Sentral Loft                                                                  | 2008年完工。 |
| M    | 辦公大樓             | Plaza Sentral                                                                         | 第一期於2001年完工，第二期於2007年完工。 |
| N    | 辦公大樓             | 1 Sentral Tower                                                                       | 2007完工。 |

## 中央车站
吉隆坡中央車站是吉隆坡主要的铁路枢纽，以便能让乘客轉乘其他路線。車站內設有各項设施如餐厅、便利店等。站内也设有购买和充值一触即通卡的设施。目前，中央車站一年內有能力服务1亿人次。

### 运营路线
以下是吉隆坡中央车站的运营路线：
- 吉隆坡机场快铁：

吉隆坡中央车站内部

吉隆坡中央轻快铁车站入口的西翼

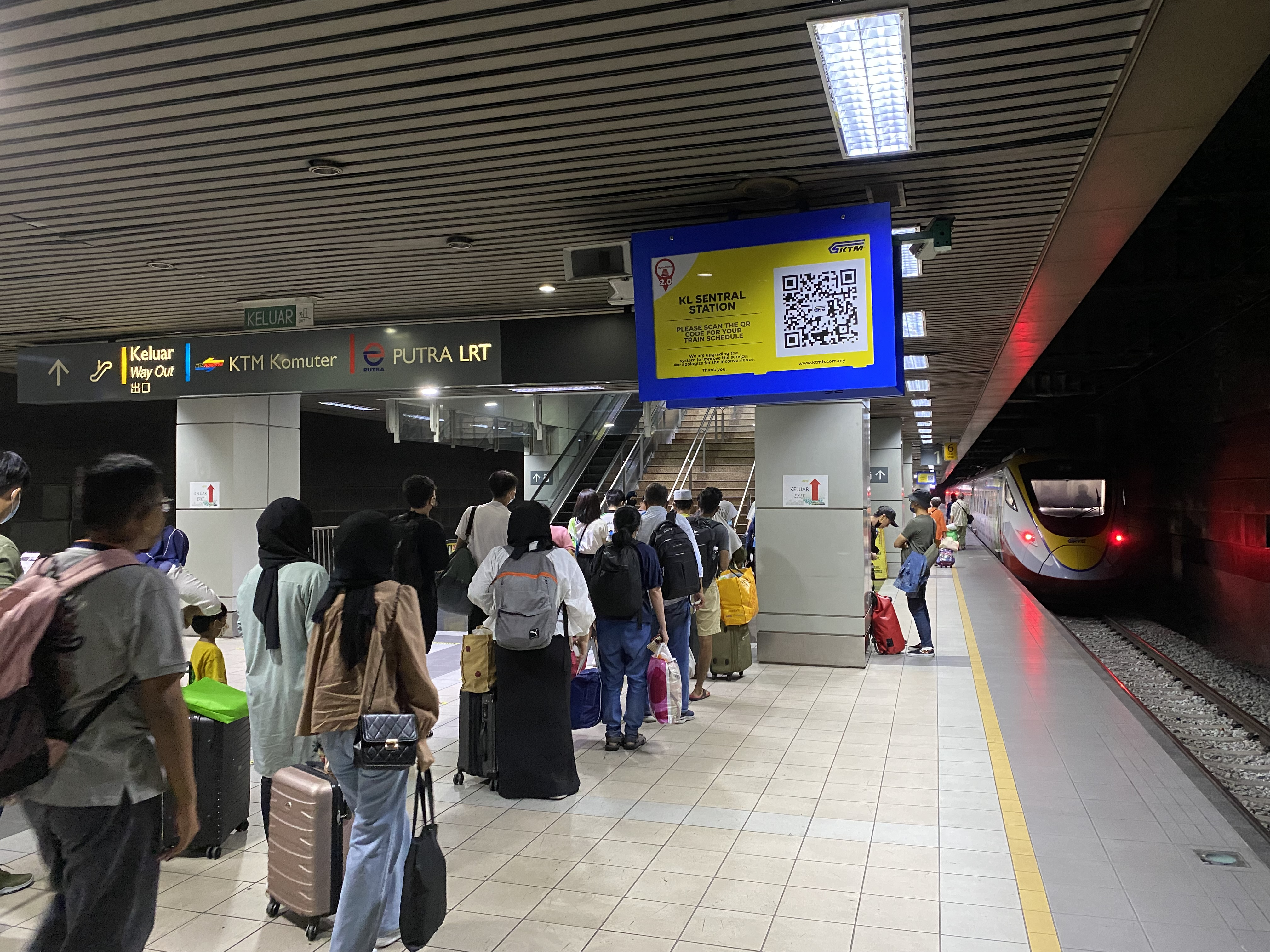
吉隆坡中央车站站台上的电动列车

  - 6 吉隆坡机场快线：直达吉隆坡国际机场（KLIA）一号和二号航站楼的快捷服务，約需28分钟。
  - 7 吉隆坡机场支线：停靠3个车站的中转支线服务，至吉隆坡国际机场（KLIA）需時35分钟[註 1]。
- 电动通勤铁路：
  - 1 芙蓉线：通往黑風洞與普羅士邦/淡邊區間。
  - 2 巴生港线：通往丹絨馬林與巴生港區間。
  - 10 天空花园线：至梳邦机场的天空花园航站楼（暂时停止运营）
- 电动列车服务：
  -  ETS  从吉隆坡中央到怡保的电动中转列车。
  -  ETS  从昔加末至巴東勿刹的电动快车列车。
- 吉隆坡快捷通轻快铁服务：
  - 5 格拉那再也线：通往鵝嘜與布特拉高原區間。

（在轻快铁车站冠名权计划下，此站目前以KL Sentral - redONE的名义运营。）
8 吉隆坡单轨列车的 MR1 吉隆坡中央车站并不位于中央车站结构的一部分：它的站台位于敦善班丹路的另一侧，距離中央車站直線距離約140米。该站需經過新中央购物广场之連通道进行站外轉乘。
同时，建在地下的 KG15 国家博物馆站位于白沙罗路的中央车站发展区对面，需通过200米的地下步行道和四台自动扶梯进行站外换乘。

### 車站構造
中央車站共分为四层楼。
- 地上四、M及五层：停车场设施

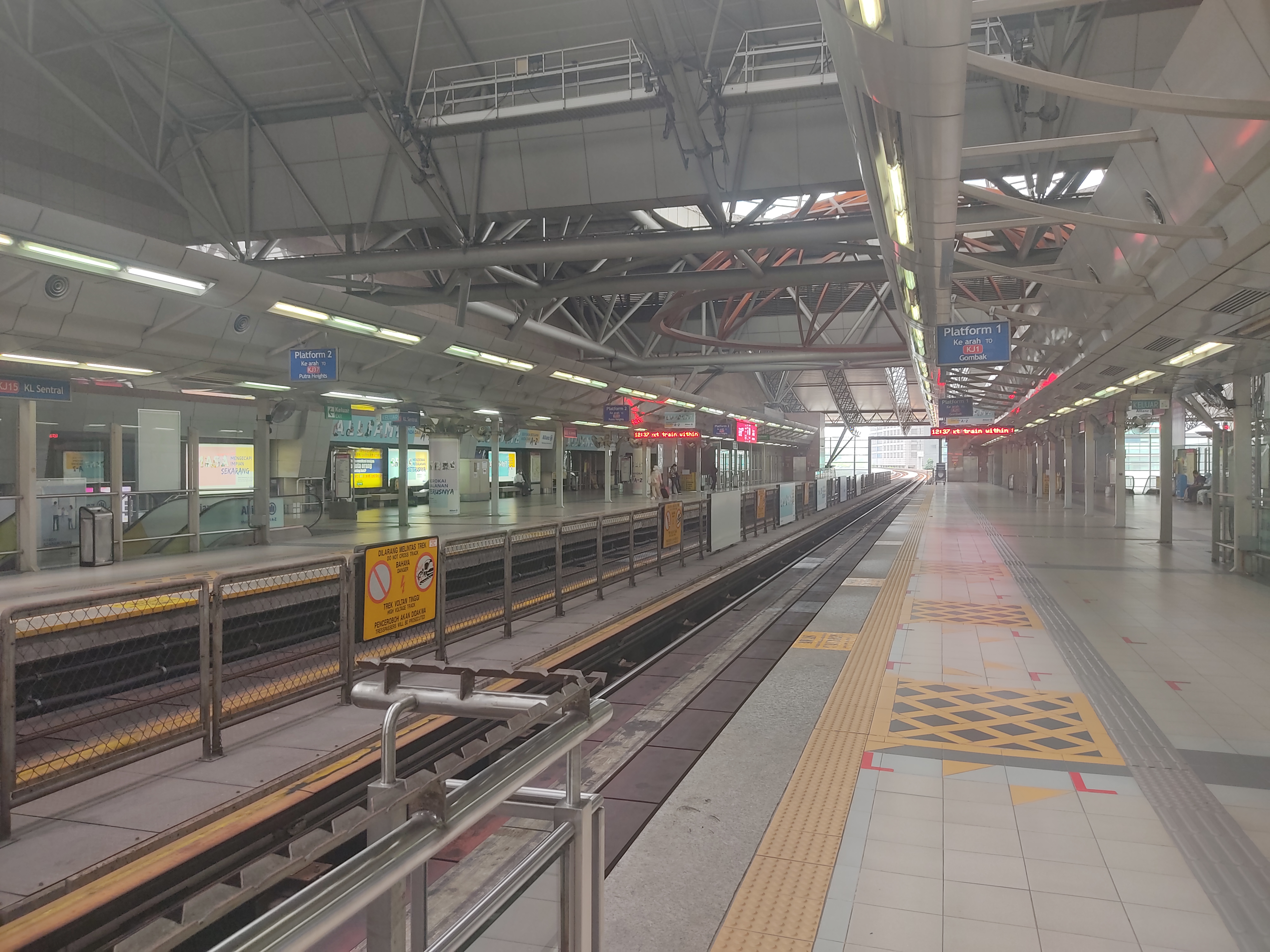
格拉那再也線月台

- 地上三层：格拉那再也线站台、停车场设施、美食广场
- 地上二层：KTM城际电动列车及天空花园线（暂时停止运营）的站厅及等候处、巴士和德士停靠处、行李寄放处
- 地上一层：车站站厅，设有通道前往单轨和捷运站、机场快线支线站厅及等候处、格拉那再也线入口、KTM通勤铁路入口、车站商圈、市内空港入口及等候处、停车场设施
- 地面层：KTM通勤铁路、城际电动列车（ETS）站台；机场快线和支线站台。车站的地面层也设有隐蔽于公众的马来亚铁道维修车间。

#### 站台分布
| 地上三层 | 侧式站台，左侧开门         | 侧式站台，左侧开门 | 侧式站台，左侧开门 | 侧式站台，左侧开门 |
|          | 1号站台                    | 5 格拉那再也线 往鹅唛（中央艺术坊） |                    |                    |
|          | 2号站台                    | 5 格拉那再也线 往布特拉高原（孟沙） |                    |                    |
|          | 侧式站台，左侧开门         | |                    |                    |
| 地上二层 |                            | 电动列车服务（B门离境厅A门抵达厅）和天空花园（A门大厅）车站站厅                                                                                            |                    |                    |
| 地上一层 |                            | 通勤铁路（D门抵达厅C门离境厅）、 格拉那再也和 机场快铁车站站厅 右上侧通道往国家博物馆转乘至9 加影线 下侧通道经新中央购物广场往单轨站转乘至8 吉隆坡单轨列车 |                    |                    |
| 地面层   | 1号站台                    | ETS 西海岸铁路线 往怡保・北海・巴东勿刹（下一站：吉隆坡）                                                                                                  |                    |                    |
|          | 岛式站台，右侧车门将会打开 | |                    |                    |
|          | 2号站台                    | ETS 西海岸铁路线 往金马士（下一站：南湖镇） |                    |                    |
|          | 2号站台                    | ETS 西海岸铁路线 终点站 下客站台（仅怡隆、槟隆、泰隆路线）                                                                                                 |                    |                    |
|          | 2号站台                    | 10 天空花园线 往天空花园航站楼（下一站：梳邦再也） 10 天空花园线 终点站 下客站台                                                                           |                    |                    |
|          | 3号站台                    | 2 巴生港线 往巴生港（下一站：阿都拉胡坤） |                    |                    |
|          | 岛式站台，左侧车门将会打开 | |                    |                    |
|          | 4号站台                    | 2 巴生港线 往丹绒马林（下一站：吉隆坡） |                    |                    |
|          | 5号站台                    | 1 芙蓉线 往黑风洞（下一站：吉隆坡） |                    |                    |
|          | 岛式站台                   | |                    |                    |
|          | 6号站台                    | 1 芙蓉线 往普罗士邦／淡边（下一站：谷中城） |                    |                    |
|          |                            | ↑马来亚铁道公司部分 ↓吉隆坡机场快铁部分 |                    |                    |
|          | 侧式站台，左侧车门将会打开 | |                    |                    |
|          | 1号站台                    | 6 吉隆坡机场快线 终点站 下客站台 |                    |                    |
|          | 2号站台                    | 7 吉隆坡机场支线 终点站 下客站台 |                    |                    |
|          | 岛式站台，右侧开门         | |                    |                    |
|          | 3号站台                    | 7 吉隆坡机场支线 往吉隆坡第二国际机场（南湖镇） |                    |                    |
|          | 4号站台                    | 6 吉隆坡机场快线 往吉隆坡国际机场二号航站楼（下一站：吉隆坡国际机场一号航站楼）                                                                            |                    |                    |
|          | 侧式站台，左侧车门将会打开 | |                    |                    |

## 吉隆坡市内空港

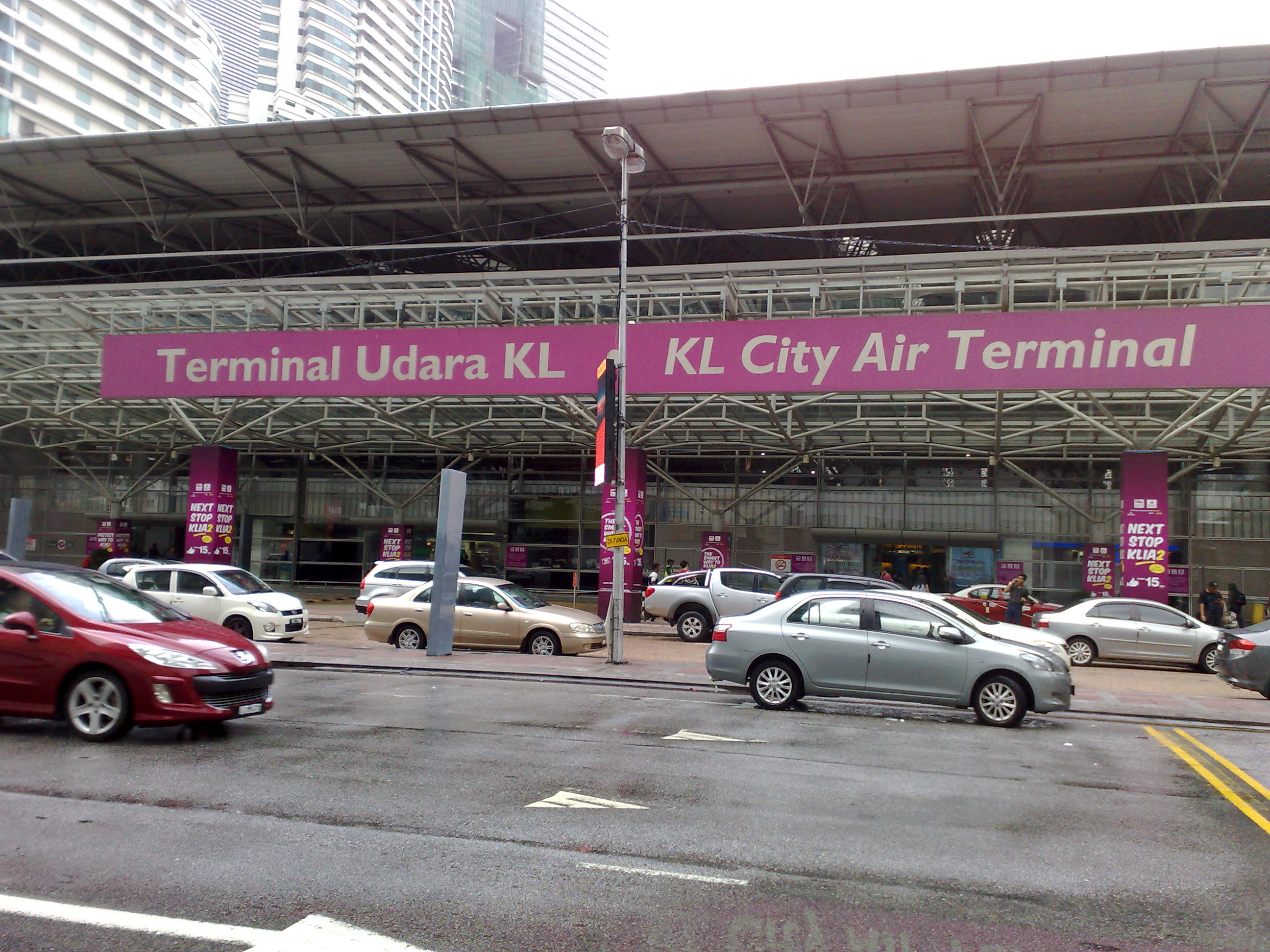
吉隆坡市内空港入口

吉隆坡市内空港為吉隆坡国际机场其中一部分。此空港已被国际航空运输协会承认，并携带XKL代码，於2002年4月14日啟用。吉隆坡市内空港目前共有3家航空公司提供預辦登機及行李托運服务，即马来西亚航空、国泰航空及馬印航空服务，乘客须在航班起飞2小时前辦理登機。

## 中央車站巴士枢纽

位于一楼地下层的吉隆坡巴士车站

車站周圍的道路有多達數十條市區巴士路線行經並設站，可以搭乘前往巴生谷大部分地點。多家高速公路業者原本亦在車站1樓設立柜台，乘客可购票前往吉隆坡國際機場、雲頂高原、新加坡等地。GO吉隆坡城市巴士（GOKL）免費巴士與吉隆坡城市觀光巴士（Hop-On Hop-Off）亦有行經於此。

## 照片集

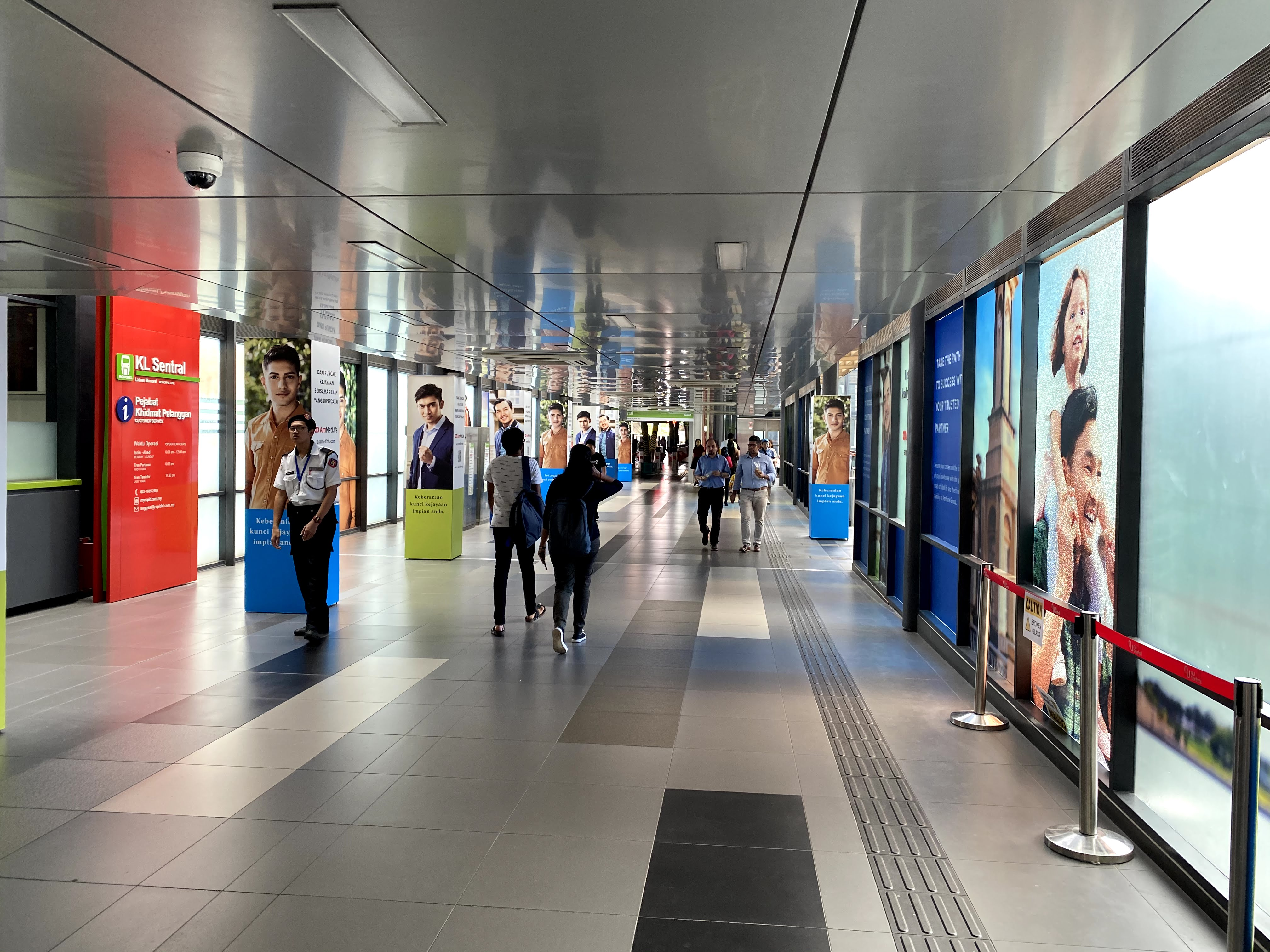
通往吉隆坡單軌之連通道

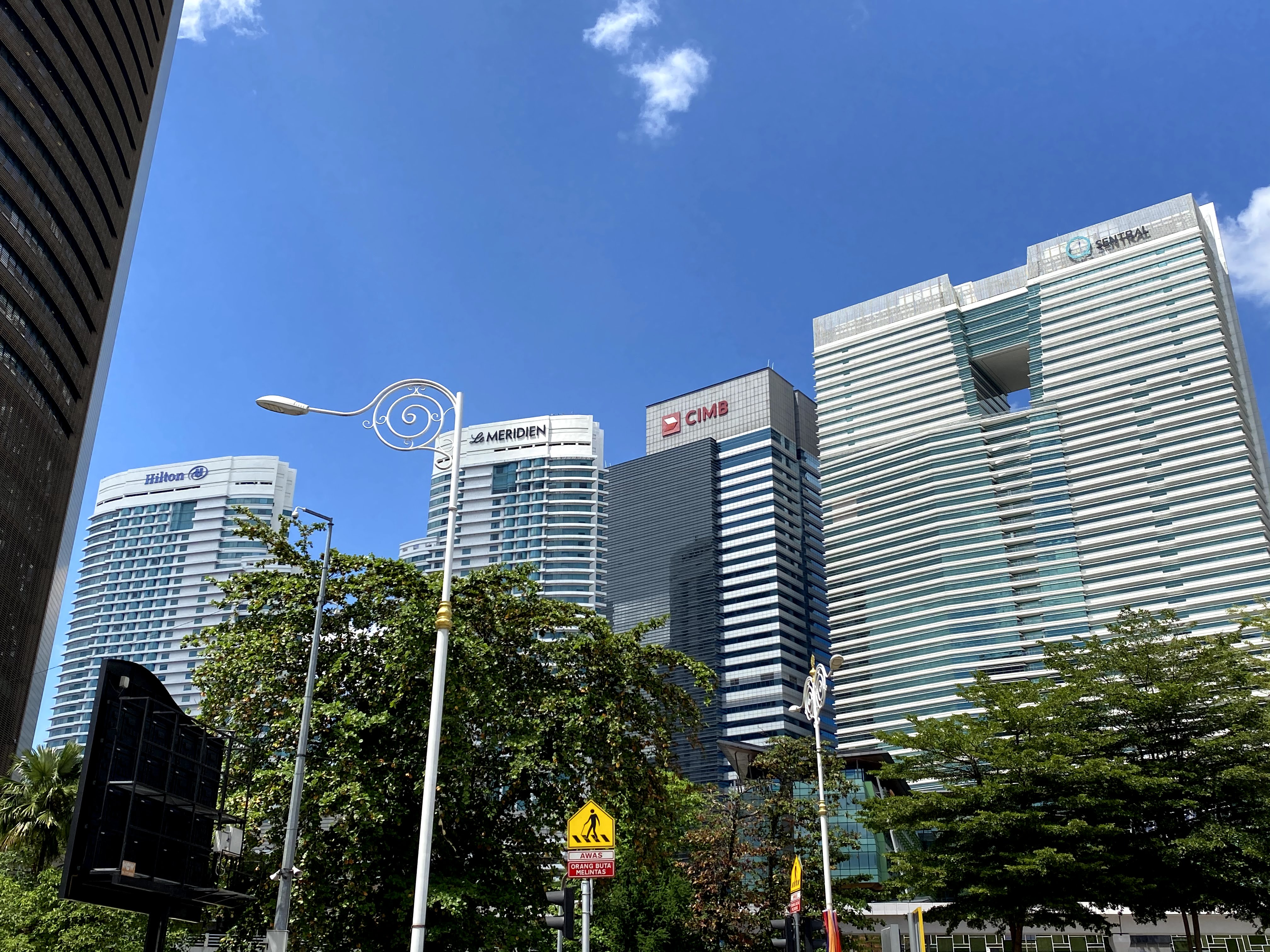
吉隆坡中環辦公大樓群

中央车站建筑

中央车站内部建筑
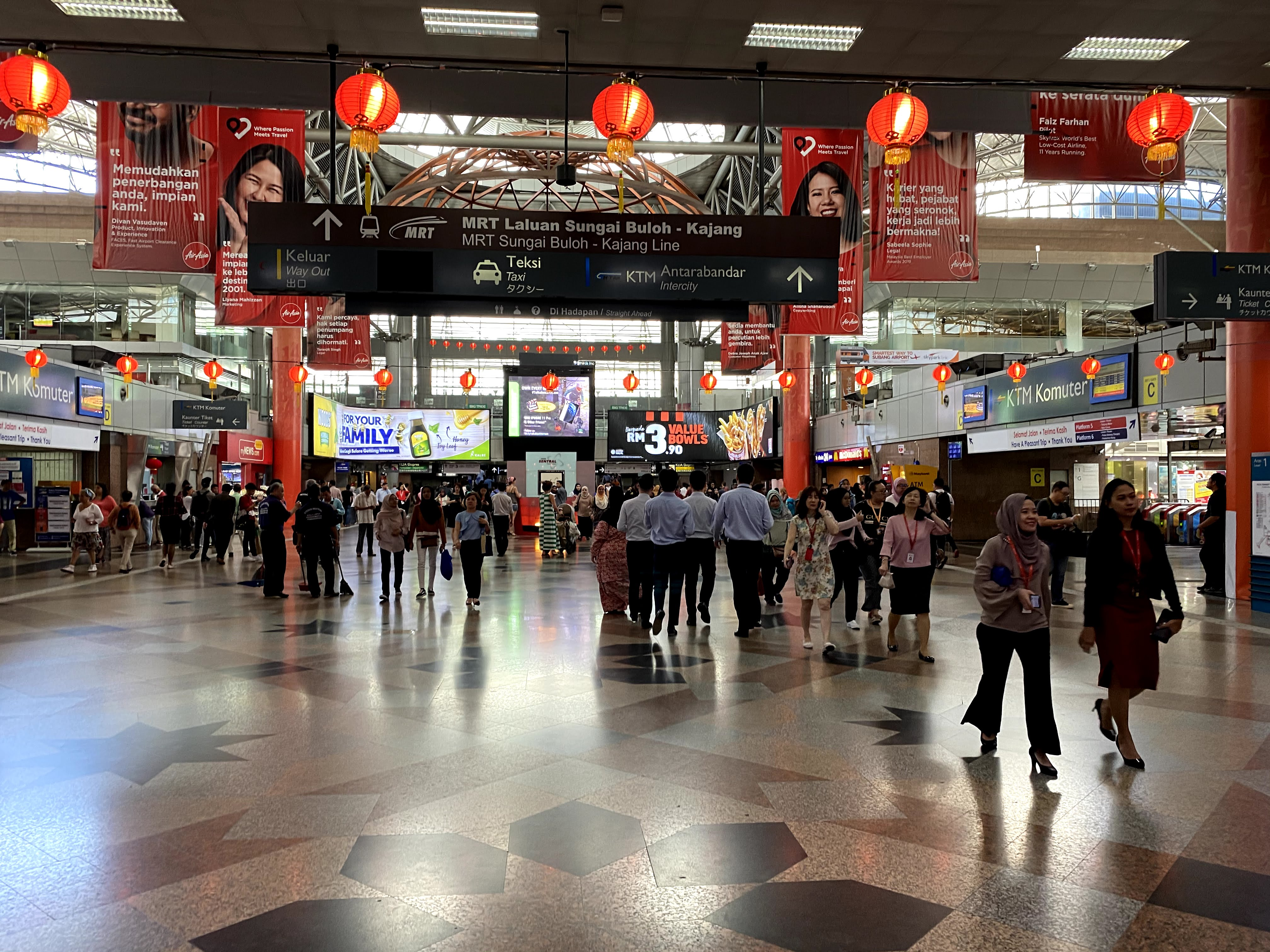
吉隆坡中央車站中庭
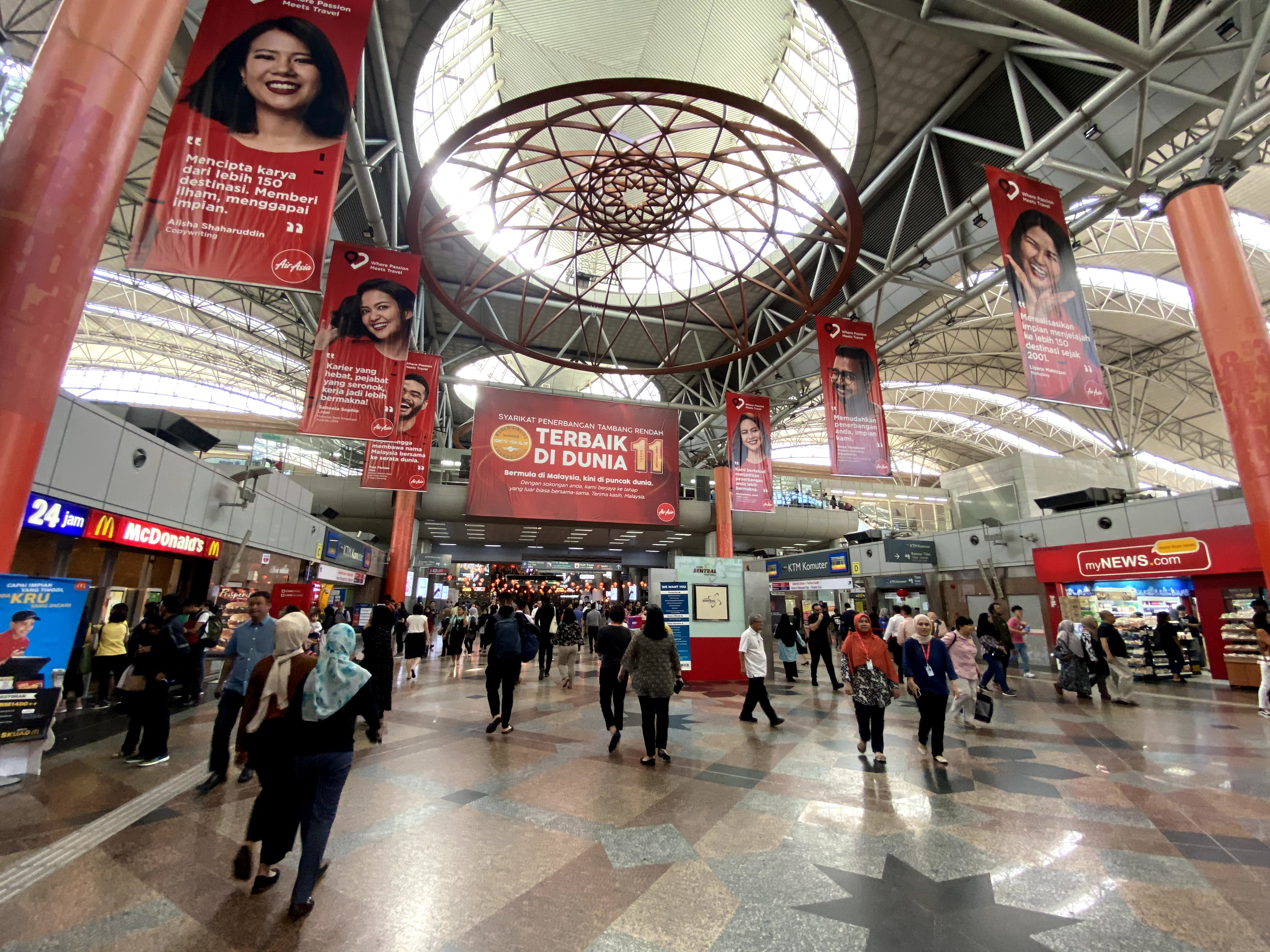
吉隆坡中央車站中庭裝飾
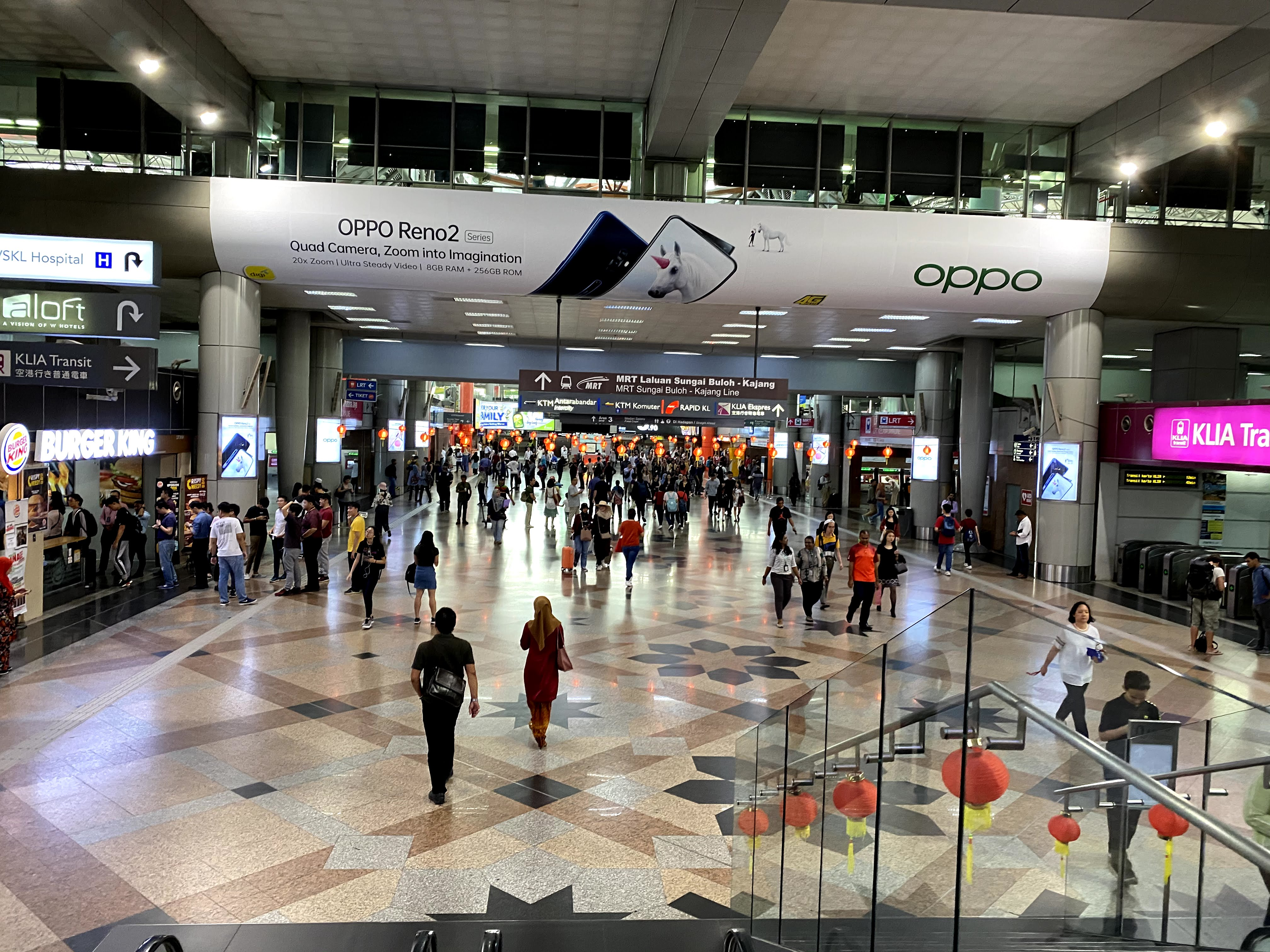
中庭兩側為各鐵路路線入口
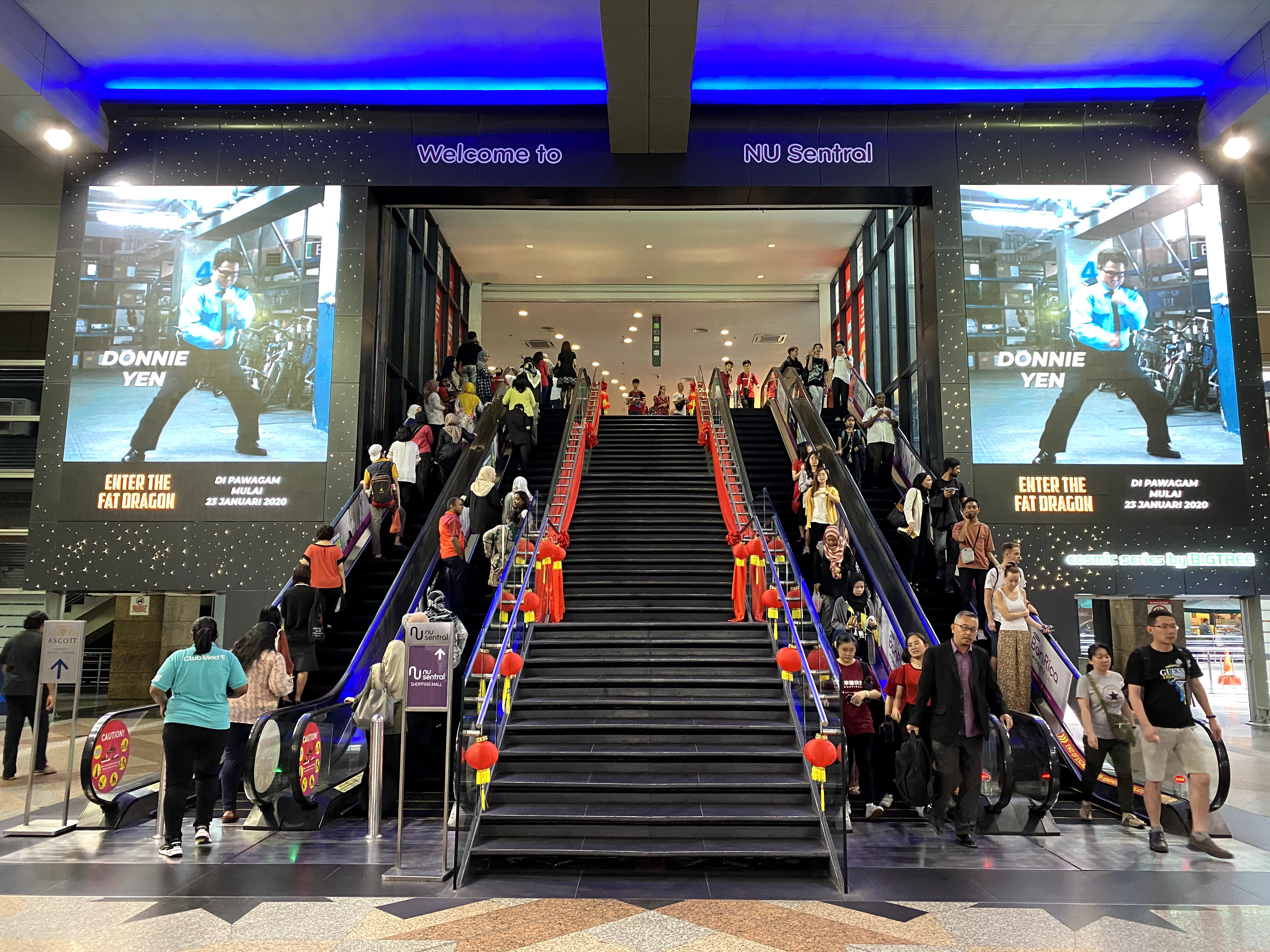
通往新中央购物广场入口
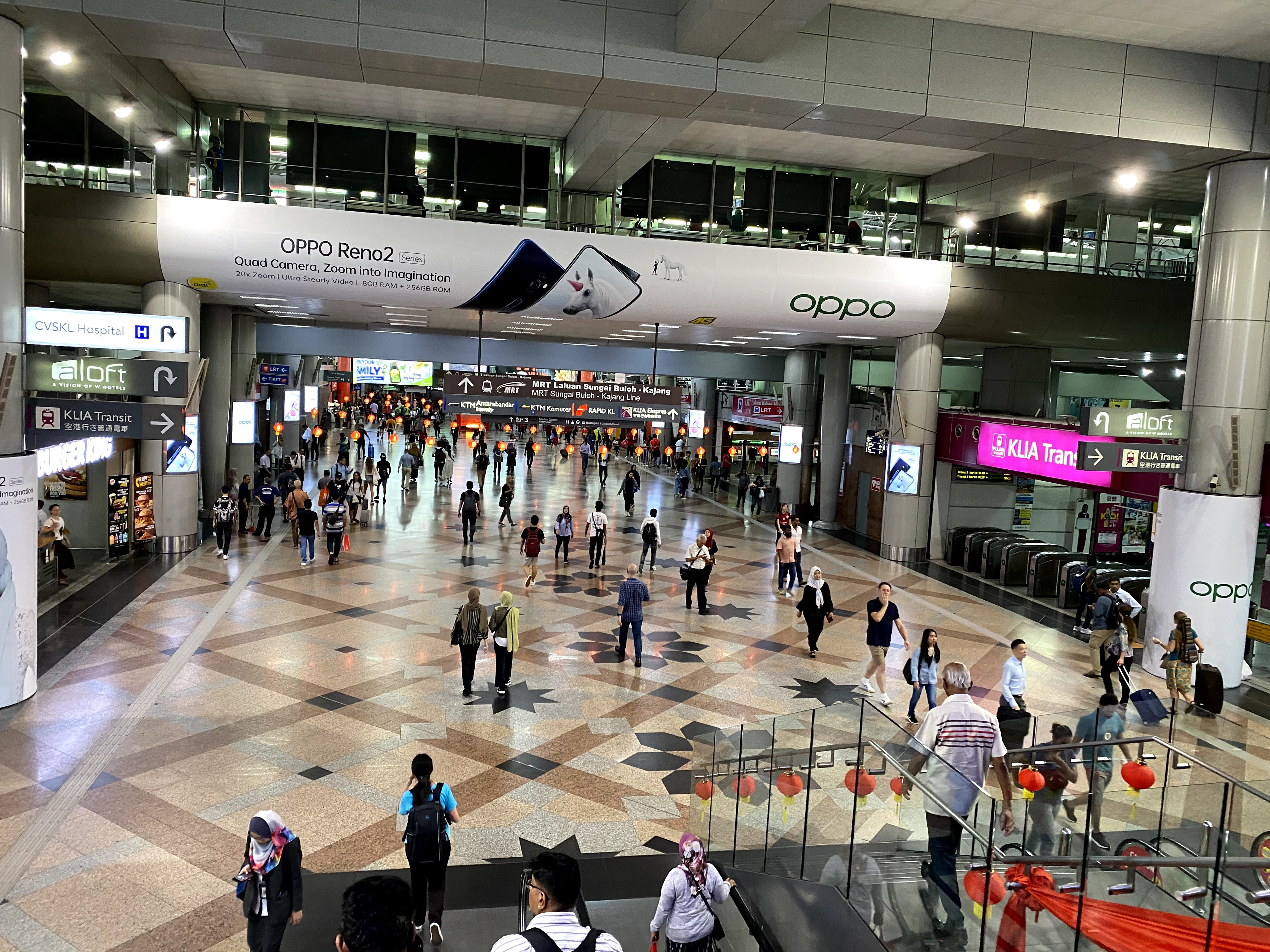
車站中庭
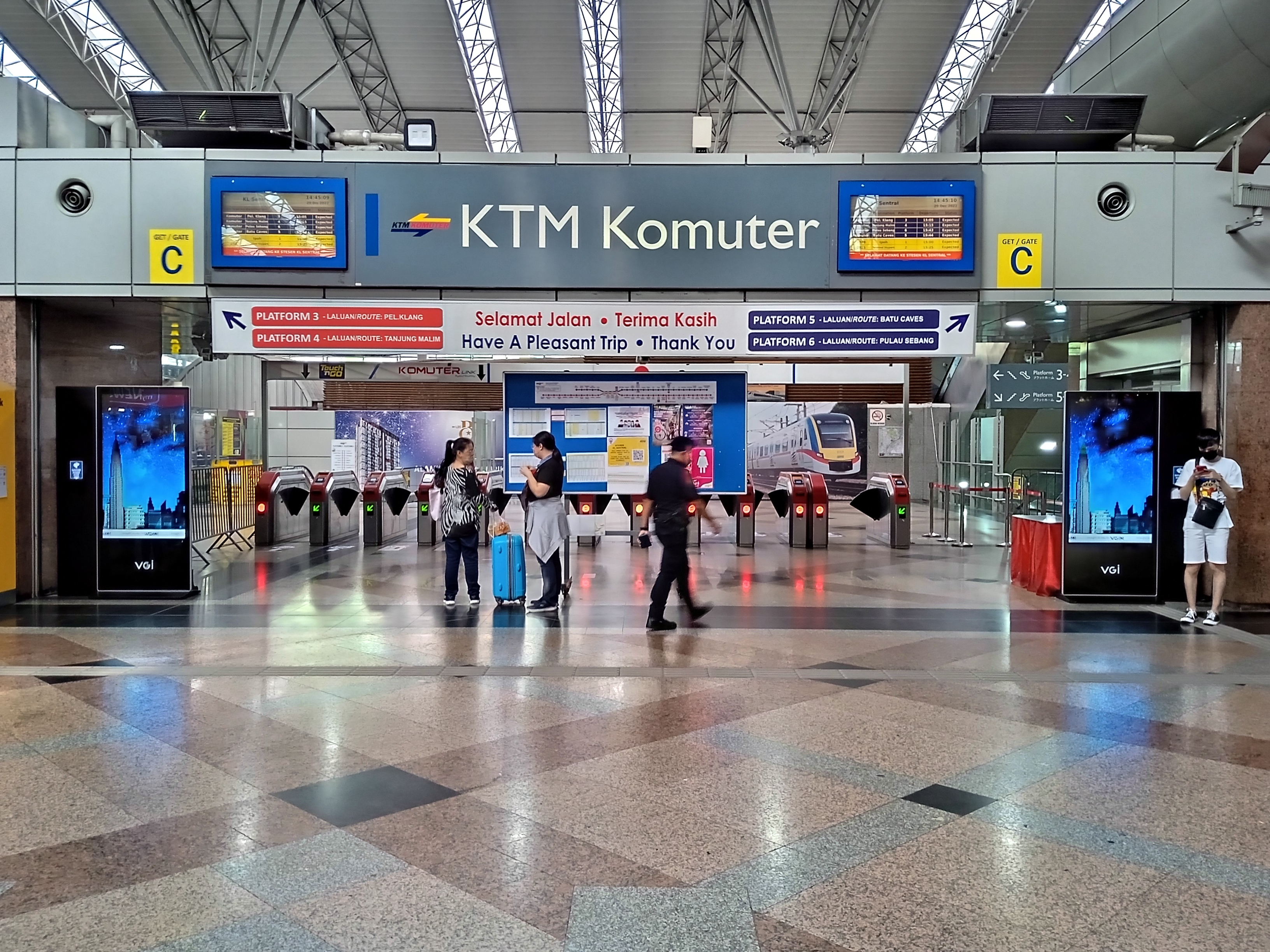
芙蓉線與巴生港線入口
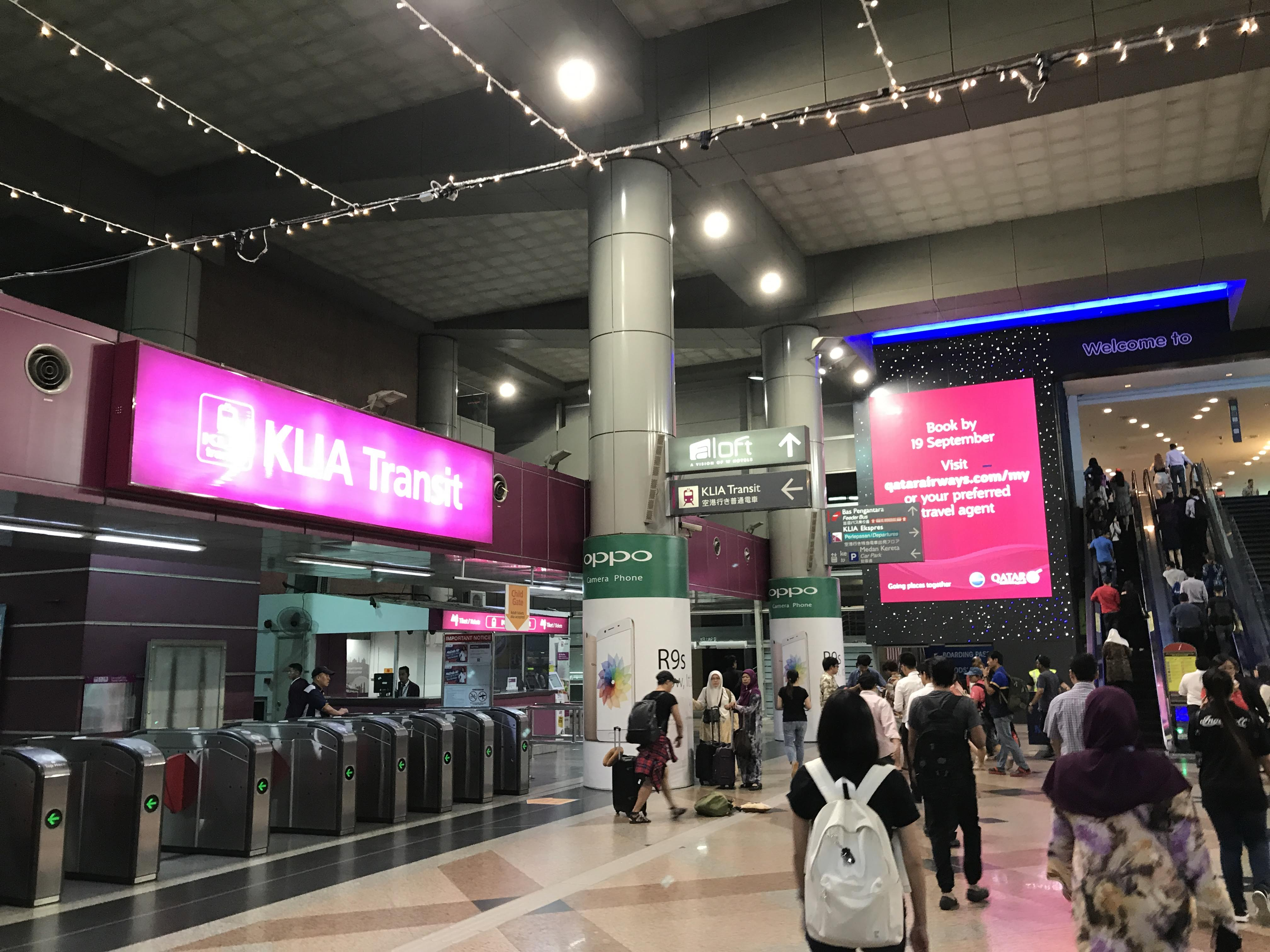
機場支線入口
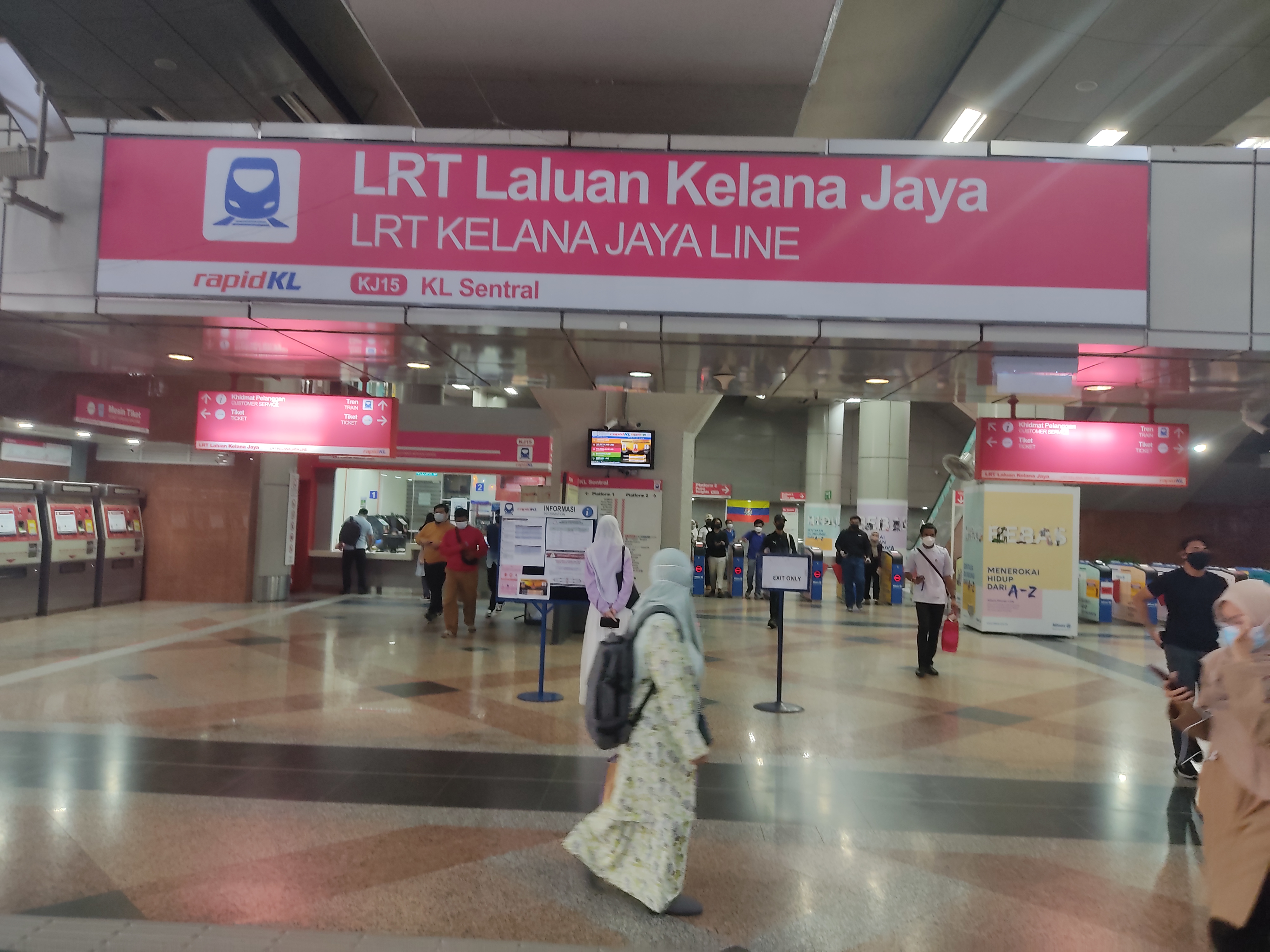
格拉那再也線入口
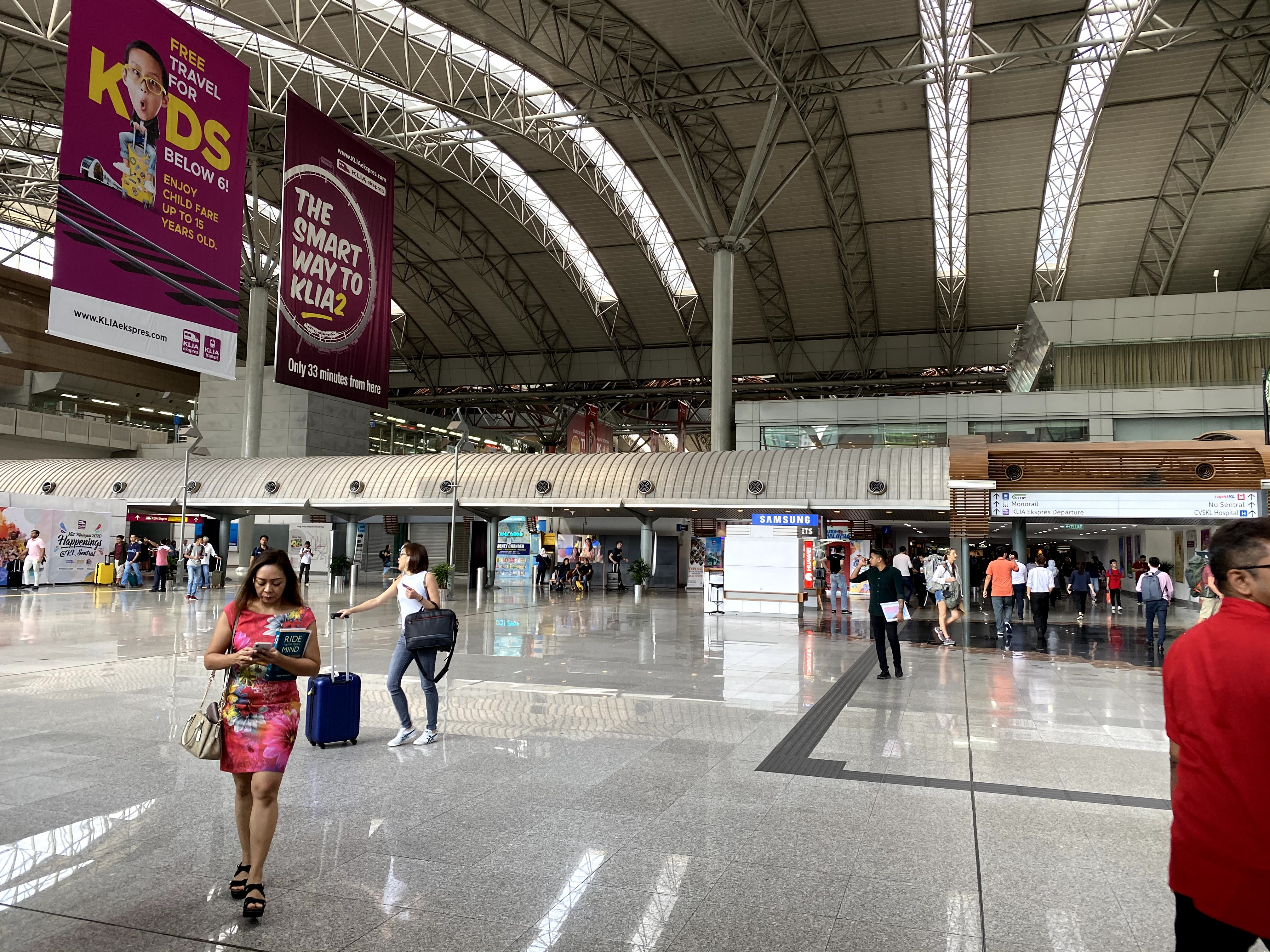
機場快線入口大廳
天空花园線入口大廳
城际轨道B离境厅
城际轨道A入境厅
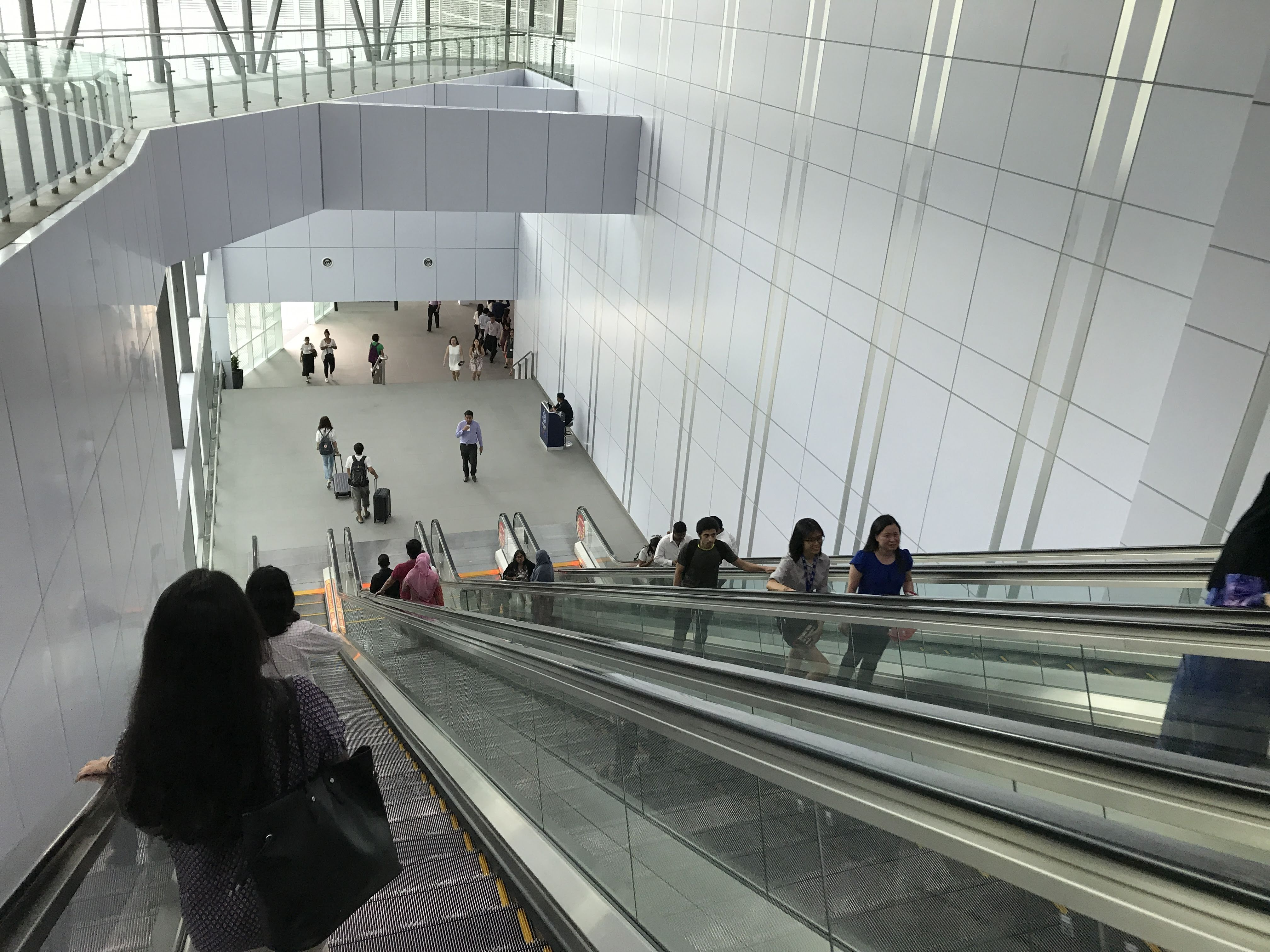
前往加影線連通道
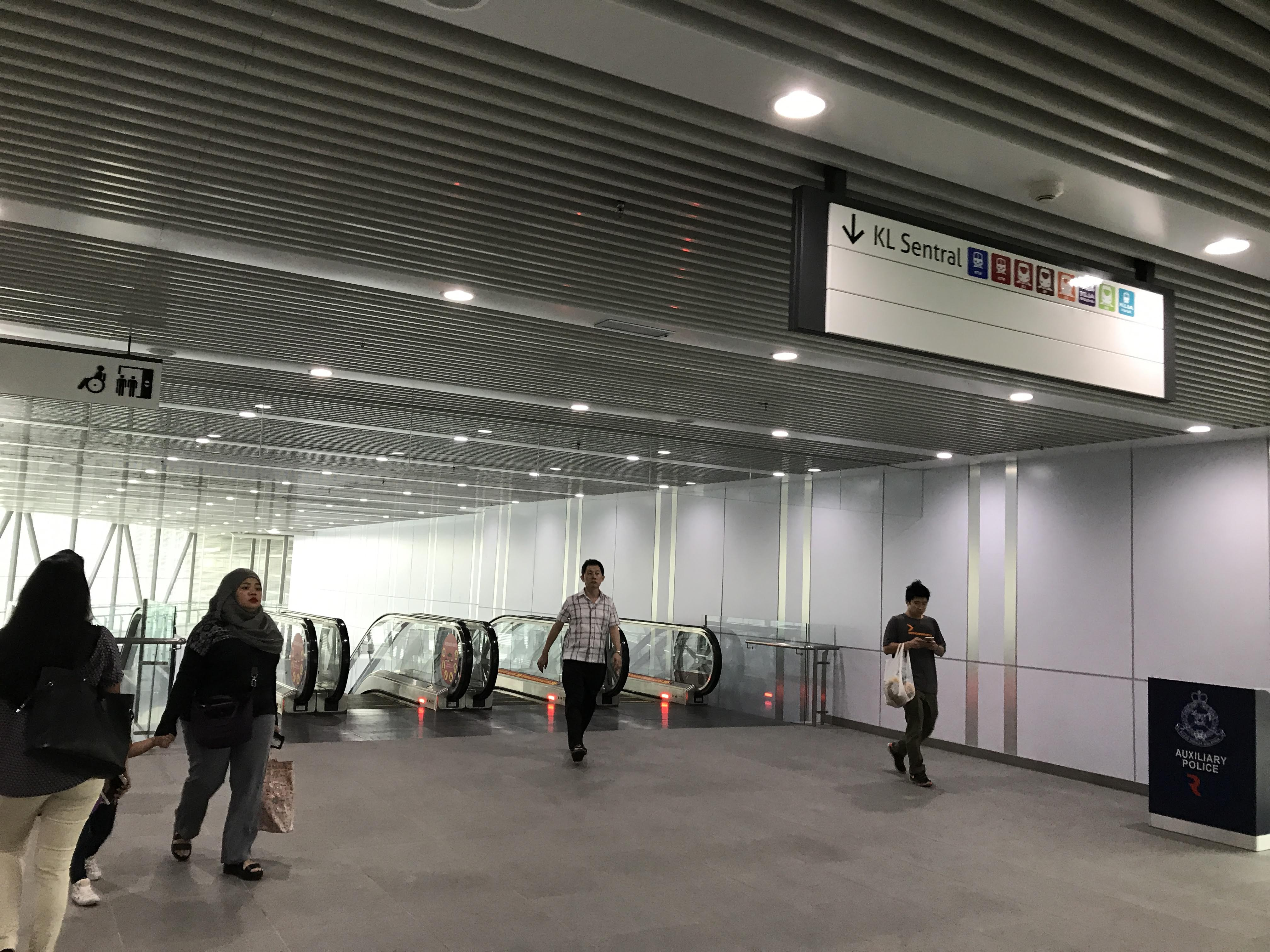
前往加影線連通道
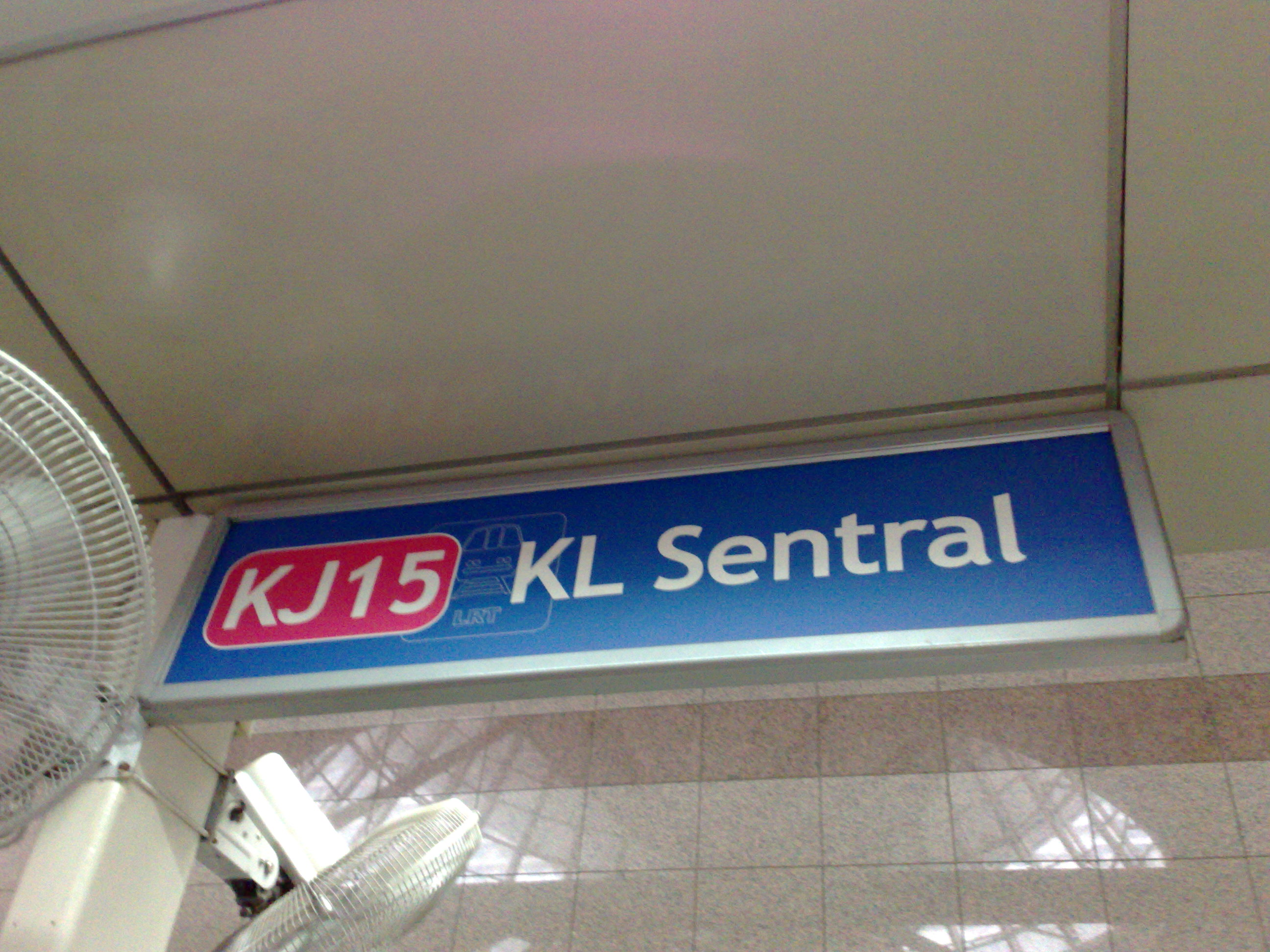
格拉那再也線站牌
城际轨道站牌
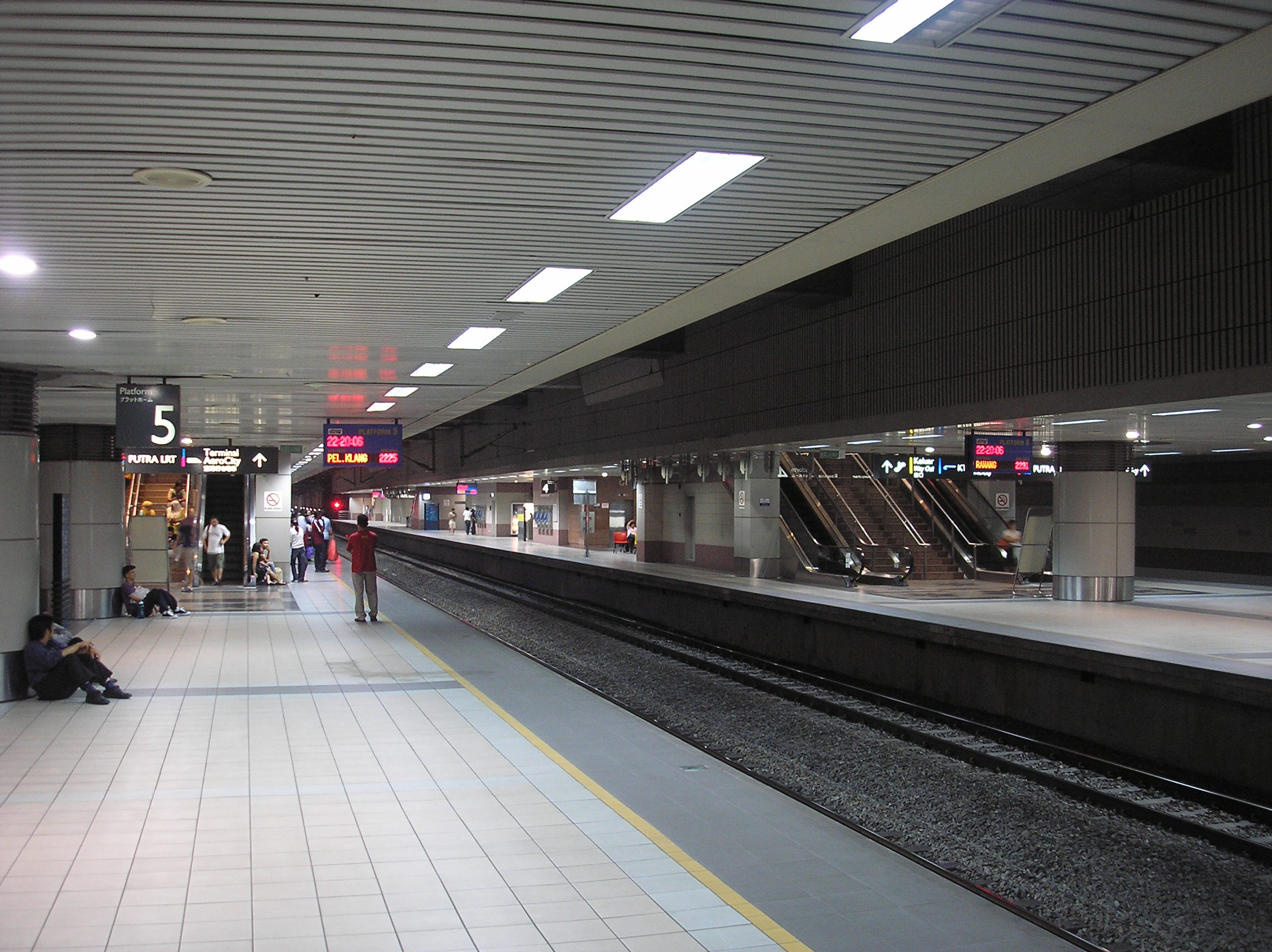
芙蓉線與巴生港線月台
1和2号月台，用于电动列车服务和天空花园线
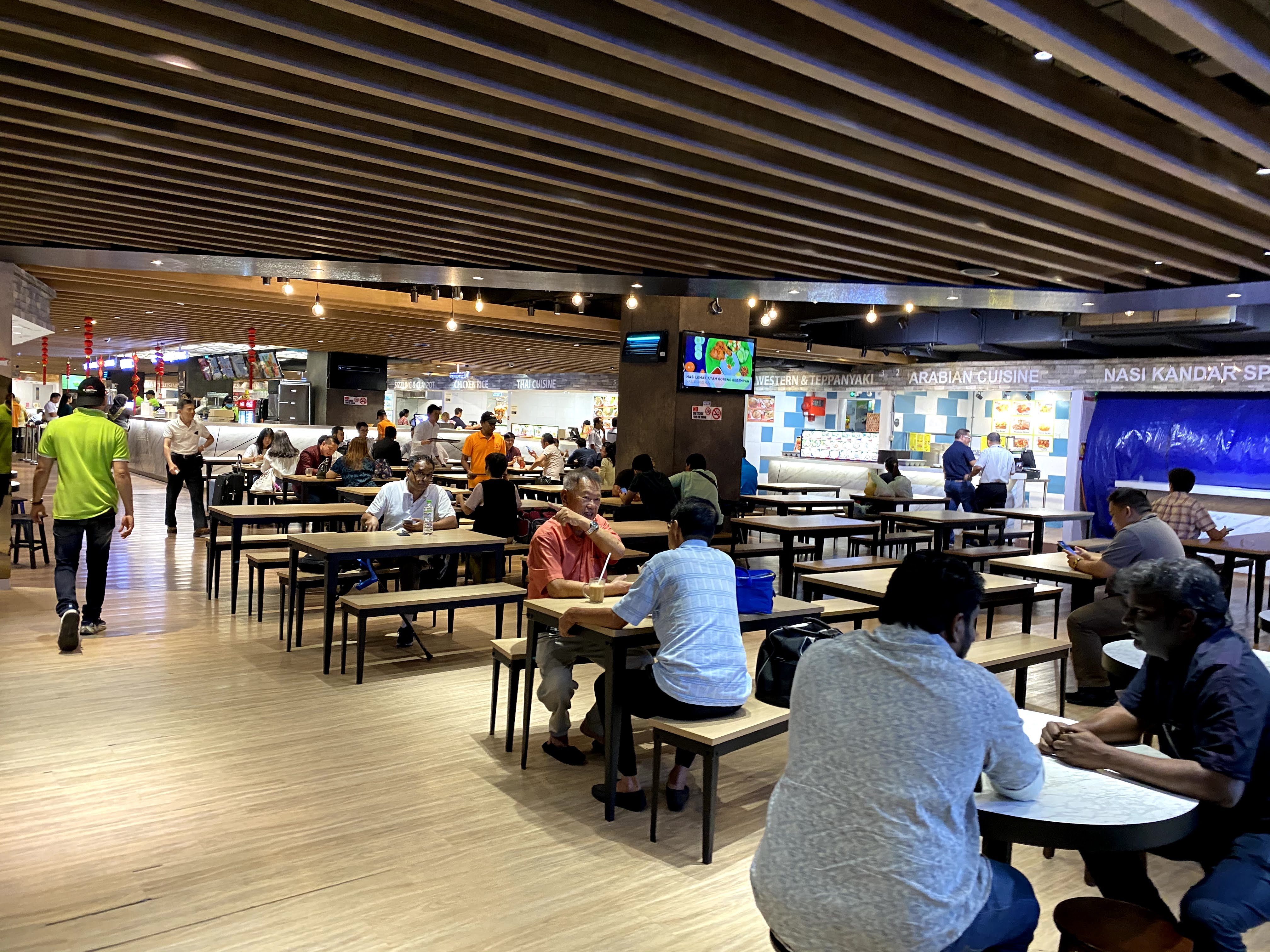
中央車站內的美食街
中央車站內的麦当劳分店
中央車站內的肯德基分店，位于城际轨道层

新中央购物广场建筑

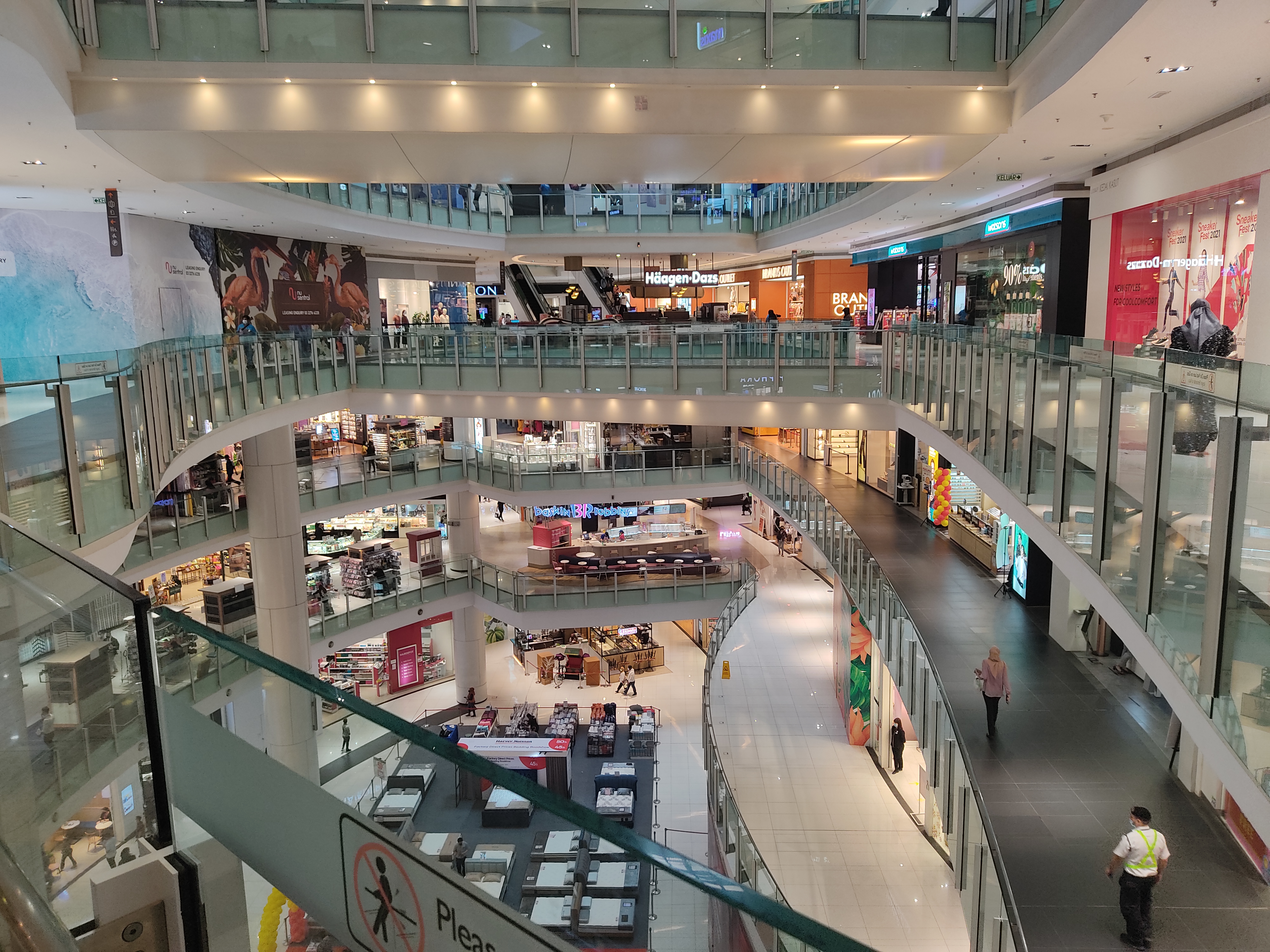
新中央购物广场中庭
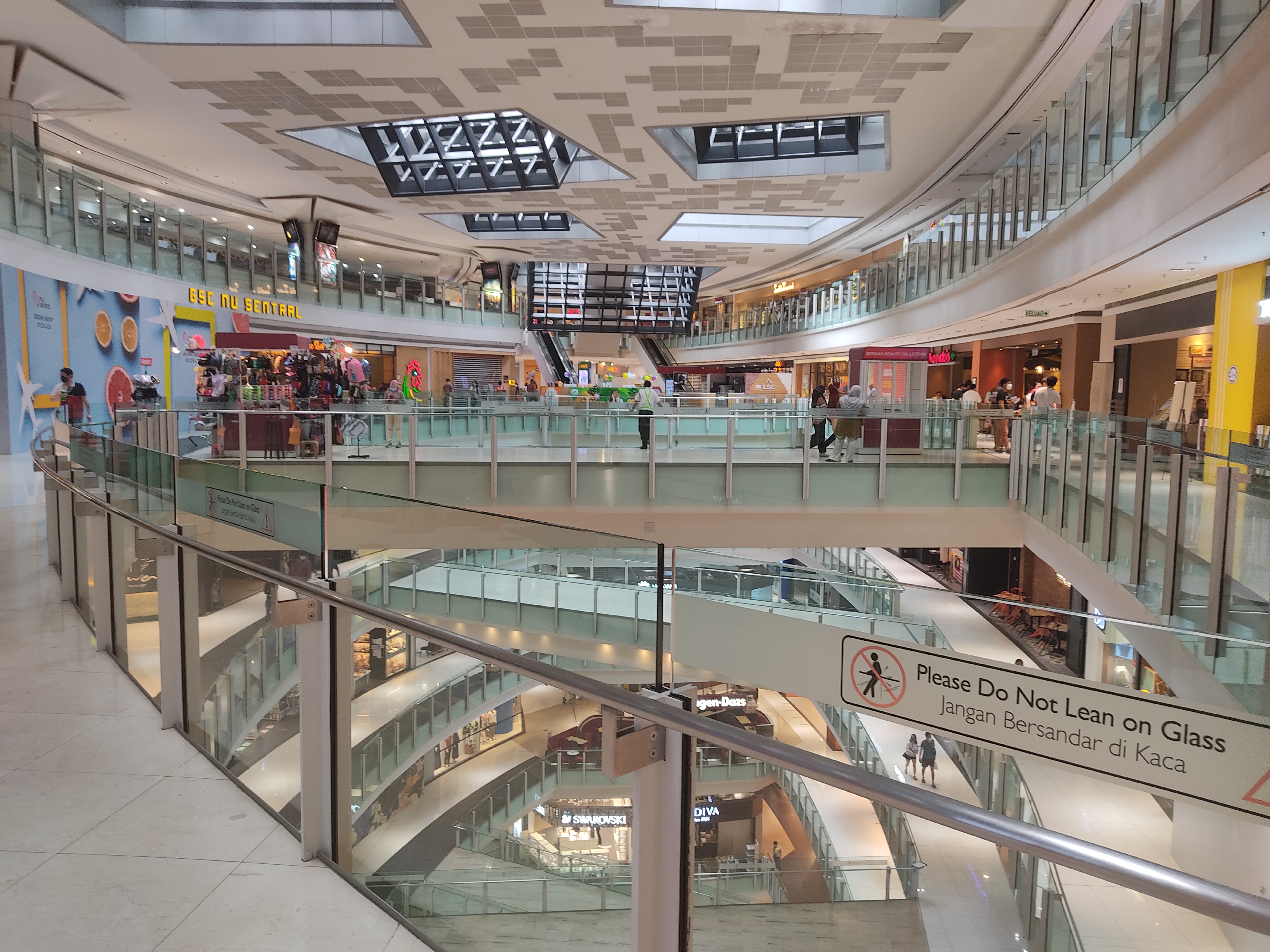
新中央购物广场中庭

单轨站建筑
- 通往吉隆坡單軌之連通道

商务区建筑
- 吉隆坡中環辦公大樓群